# Мальме, Густаф
Гу́стаф О́скар А́ндерссон Ма́льме (швед. Gustaf Oskar Andersson Malme, до 1891 — Густаф Оскар Андерссон, 1864—1937) — шведский ботаник, дважды путешествовавший по Южной Америке.

## Биография
Густаф Оскар Андерссон родился 24 октября 1864 года в приходе Стура-Мальм в Сёдерманланде в семье крестьянина Андерса Юнссона. В 1885 году окончил Высшую школу Норрчёпинга и поступил в Уппсальский университет. В 1888 году окончил его со степенью бакалавра, в 1892 году получил степень доктора философии.
В 1892—1895 годах Мальме и К. А. М. Линдман, получившие грант Регнелля, путешествовали по Парагваю и Бразилии. С 1895 по 1901 Мальме занимал должность куратора Регнелльского гербария Стокгольмского королевского музея естественной истории. В 1901—1903 Мальме вновь ездил в Южную Америку, исследовал флору Бразилии и Аргентины (первоначальные планы поездки в Парагвай были изменены из-за начавшейся войны). До 1905 года Густаф работал в Королевском музее, после чего преподавал биологию и химию в Северной латинской гимназии в Стокгольме, с 1911 года читал лекции по ботанику и зоологии в Высшей учительской семинарии.
В 1930 году Мальме ушёл в отставку и продолжил работу куратором гербария в Музее. 5 марта 1937 года он скончался.
Мальме был автором раздела, посвящённого семейству Ксирисовые, второго издания Die natürlichen Pflanzenfamilien А. Энглера и К. Прантля, а также соответствующего раздела North American flora.

## Некоторые публикации
- Malme, G. Die Compositen der ersten Regnell'schen Expedition. — Stockholm, 1899. — 90 p.
- Malme, G. Die Asclepiadaceen der Regnell'schen Herbars. — Stockholm, 1900. — 101 p.
- Malme, G. Xyris L. Untergattung Nematopus (Seubert). — Uppsala & Stockholm, 1913. — 103 p.
- Malme, G. Compositae paranaenses dusenianae. — Berlin, 1933. — 122 p.

## Растения и грибы, названные в честь Г. Мальме
- Malmea R.E.Fr., 1905
- Malmella C.W.Dodge, 1933 [= Erioderma Fée, 1825]
- Malmeomyces Starbäck, 1899
- Malmia M.Choisy, 1931 [= Rinodina (Ach.) Gray, 1821]